# Conferencia británico-estadounidense (ABC-1)
La Conferencia de Estado Mayor de Reino Unido y EE. UU. fue una serie de conversaciones secretas entre miembros del personal militar de Estados Unidos y Reino Unido sobre la coordinación militar estadounidense, británica y canadiense (ABC) en caso de que Estados Unidos entrara en la Segunda Guerra Mundial. La conferencia tuvo lugar en Washington D. C. del 29 de enero al 27 de marzo de 1941 y concluyó con un informe titulado "ABC-1" que fue aprobado tácitamente por el presidente Franklin D. Roosevelt dos días después.

## Acuerdos alcanzados
Estados Unidos acordó mantener conversaciones secretas con el personal del Reino Unido y Canadá en 1940, pero las retrasó hasta después de las elecciones presidenciales de Estados Unidos de 1940 debido a las promesas de campaña de Franklin D. Roosevelt contra la participación directa de Estados Unidos en la Segunda Guerra Mundial. Después de que Roosevelt obtuviera una victoria aplastante contra Wendell Willkie, se acordó que comenzarían poco después de su tercera toma de posesión en enero de 1941.
El Informe de la Conferencia del Estado Mayor británico-estadounidense de 1941 estableció los principios militares generales, los recursos y las estrategias de despliegue para una estrategia militar aliada conjunta. Estados Unidos basó sus propuestas en el memorandúm del Plan Dog de Harold R. Stark que abogaba por una rápida derrota de la Alemania nazi, que también sentó las bases para el plan de Estados Unidos "Europa primero". El enfoque británico del problema nazi varió del plan estadounidense inicial. Los británicos pidieron inicialmente un enfoque Sun Tsu de atacar los flancos y la periferia de los intereses nazis (África del Norte, Oriente Medio, etc.). Por el contrario, EE. UU., siguiendo un enfoque basado en Jomini, buscó una batalla masiva contra la Wehrmacht. El plan asumía que si Estados Unidos entraba en guerra con la Alemania nazi, probablemente también iría a la guerra tanto con la Italia fascista como con el Imperio del Japón. Los principios generales del acuerdo establecían que:
- El interés territorial de Estados Unidos estaba en el hemisferio occidental;
- La seguridad de la Commonwealth británica debe mantenerse en todas las circunstancias, incluida la retención de una posición en el Extremo Oriente;
- La seguridad de las comunicaciones marítimas entre las potencias aliadas era esencial.

Las políticas ofensivas incluían:
- La "eliminación temprana" de la Italia fascista como socio del Eje;
- Apoyo de poderes neutrales y grupos de resistencia clandestinos para resistir al Eje;
- Ofensivas aéreas sostenidas para destruir el poder militar del Eje;
- Acumulación de fuerzas para la eventual ofensiva contra Alemania y la captura de posiciones desde las cuales lanzar esa ofensiva;
- Las áreas del Atlántico y Europa fueron el "teatro decisivo" y como tal serían el foco principal de los esfuerzos militares estadounidenses, aunque se señaló la "gran importancia" de Oriente Medio y África.

Finalmente, si Japón entraba en guerra, la estrategia militar en el Extremo Oriente sería defensiva. Aunque el acuerdo ABC-1 no era una alianza militar, sin embargo, significaba que Estados Unidos se estaba preparando para entrar en la guerra del lado de las potencias aliadas, que Estados Unidos haría todo lo posible para mantener la seguridad de la Commonwealth británica, y que el ejército de los Estados Unidos estaba modificando los planes de guerra existentes (por ejemplo, los planes RAINBOW) para incorporar la integración militar y la cooperación con otras naciones.